# Crazy Town
Crazy Town é uma banda de rapcore/nu metal formada em 1995 em Los Angeles, Califórnia.

## História
Formação (1995 - 1999)
Bret Mazur e Seth Binzer, que atendem pelos nomes "Epic" e "Shifty Shellshock" respectivamente, começaram colaborando juntos em 1995, com o nome de "The Brimstone Sluggers". No entanto eles não pensaram seriamente sobre lançar qualquer material até muito tempo depois. No início de 1999, Crazy Town consistia em Mazur, Binzer, Rust Epique, James Bradley Jr., Doug Miller, Adam Goldstein (vulgo DJ AM) e Antonio Lorenzo "Trouble" Valli. Seu álbum de estreia, The Gift of Game, foi lançado em novembro de 1999, tendo sido gravado previamente naquele ano. O álbum foi bem recebido graças ao single "Butterfly", que alcançou a primeira posição do Billboard Hot 100.

### O fim da banda (2003)
Em 2002 chega o segundo álbum da banda, chamado "Darkhorse", que não teve o sucesso de seu antecessor, vendendo nas primeiras semanas apenas 13.000 cópias. Meses depois a banda acabou se separando.
No ano de 2007, Bret "Epic" Mazur e Seth "Shifty Shellshock" Binzer, anunciaram uma possível volta da banda, que acabou não acontecendo, sendo vários outros fatores que jogaram uma "sombra" sobre a banda, como a morte de Rust Epique, ex-guitarrista do Crazy Town, por parada cardíaca em 2004 e a morte de Adam Goldstein, ex-DJ da banda, em 2009.
Inúmeros fatores foram cruciais para que os integrantes fossem se afastando com o tempo, a relação de amizade ia sendo esquecida a cada novo caso de Seth Binzer com uso abusivo de drogas, o que o levou a participar do reality show Celebrity Rehab, do VH1, o que não adiantou. Shifity entrou em coma por alguns dias e logo depois foi encaminhado para uma clínica de recuperação.
Tempos depois Seth estaria de volta, fazendo alguns shows com o seu projeto solo, um deles com participação do Ex- Limp Bizkit Dj Lethal.
Por outro lado Epic e  SQRL (Kraig Tyler) se uniram e formaram o LA_EX, grupo que envolve elementos do electro, disco com um vocal pop de Antonella Barba, que participou do American Idol.

### Hiato (2003-2007)
Durante o hiato de Crazy Town, Bret Mazur formou The Pharmacy, uma empresa produtora de álbuns. Pouco depois de deixar Crazy Town, Rust Epique formou uma banda que se chamou pre)Thing. Ele morreu de um ataque cardíaco pouco antes de seu álbum de estreia, 22nd Century Lifestyle, ser lançado em 2004. Em 2002, Binzer contribuiu com vocais com Paul Oakenfold no  "Starry Eyed Surprise". Ele lançou seu primeiro álbum solo em 2004, Happy Love Sick, sob o seu apelido Shifty Shellshock. Kraig Tyler se juntou à banda industrial de  Eric Powell 16 Volt.

### 2013 e o possível retorno
Após um vídeo campanha "Crazy Town Back to the scene" feito pela equipe New Metal 4 U ter alcançado os olhos dos membros pelas redes sociais, James, Seth. Epic, Kraig, Doug Miller e Anthony disseram que estariam sempre disponíveis para tocar com os velhos amigos, dessa forma prometeram novidades para os dias que se seguem, seria agora o retorno da banda.

### The Brimstone Sluggers (2013–presente)
O retorno de todos os membros ainda não é certo, mas Seth e Epic prometem um EP que voltará as origens "The Brimstone Sluggers" será lançado em breve, juntamente com a campanha de marketing dos novos endereços em redes sociais, Twitter, Instagram e Facebook. O Brimstone Sluggers foi lançado em 28 de agosto de 2015. DJ AM aparece como um artista em destaque na faixa "Born to Raise Hell", que foi lançada como single em agosto de 2015. Após a partida de Mazur, Rick Dixon, Nick Diiorio e Kevin Kapler também deixaram a banda no início de abril. Hasma Angeleno e Empires Fade, o baterista Chris Barber, se juntaram ao grupo para a turnê no Reino Unido e Portugal até abril de 2017 e começaram a escrever para o próximo álbum.

## Estilo
As músicas de Crazy Town tem sido rotuladas como: rap rock, rap metal, nu metal, e alternative rock.

## Membros
Membros
- Bret "Epic" Mazur – vocais (1995–2003; 2007–presente)
- Nick "Dax" Diiorio – baixo, backing vocais (2014–presente)
- Kevin Kapler - bateria (2014–presente)
- Omar Gusmao - guitarra (2015–presente)
- Rick "R1CKONE" Dixon - samples (2010-2013, 2015–presente)

Ex-integrantes
- Adam "DJ Adam 12" Bravin - turntables, samples, programação, teclado (1995–1996)
- Charles "Rust Epique" Lopez - guitarra (1999–2000; morreu em 2004)
- James "JBJ" Bradley Jr. – bateria (1999–2001)
- Adam "DJ AM" Goldstein –  turntables, samples, programming, teclado (1999–2000, 2001, 2009; morreu em 2009)
- Doug "Faydoe Deelay" Miller - baixo (1999-2003)
- Kraig "Squirrel" Tyler - guitarra rítmica, backing vocais (2000–2003)
- Antonio Lorenzo "Trouble" Valli - guitarra (1999–2003)
- Kyle Hollinger - bateria (2001-2003)
- Ahmad "Deadsie" Alkurabi –  guitarra (2014–2015)
- Shifty Shellshock – rapping (1995–2003; 2007–2024; morreu em 2024)

## Discografia
| Informação do álbum |
| --- |
| The Gift of Game - Lançado: 9 de Novembro de 1999 - Posições: #9 EUA, #15 Reino Unido - Singles: "Toxic", "Darkside", "Butterfly", "Revolving Door" |
| Darkhorse - Lançado: 12 de Novembro de 2002 - Posições: #120 EUA, #164 Reino Unido - Singles: "Drowning", "Hurt You So Bad"                         |
| The Brimstone Sluggers - Lançado: 2015 |

### Singles
| Título                                                                                | Ano  | Pico gráfico posições | Pico gráfico posições | Pico gráfico posições | Pico gráfico posições | Pico gráfico posições | Pico gráfico posições | Pico gráfico posições | Pico gráfico posições | Pico gráfico posições | Pico gráfico posições | Pico gráfico posições | Pico gráfico posições | Pico gráfico posições | Certificações                                                                                  | Álbum                  |
| Título                                                                                | Ano  | EUA                   | EUA Alt.              | EUA Main. Rock        | AUS                   | AUS                   | FIN                   | ALE                   | NOR                   | NLD                   | NZ                    | SUE                   | SUI                   | UK                    | Certificações                                                                                  | Álbum                  |
| ------------------------------------------------------------------------------------- | ---- | --------------------- | --------------------- | --------------------- | --------------------- | --------------------- | --------------------- | --------------------- | --------------------- | --------------------- | --------------------- | --------------------- | --------------------- | --------------------- | ---------------------------------------------------------------------------------------------- | ---------------------- |
| "Toxic"                                                                               | 1999 | —                     | —                     | —                     | —                     | —                     | —                     | —                     | —                     | —                     | —                     | —                     | —                     | —                     |                                                                                                | The Gift of Game       |
| "Darkside"                                                                            | 2000 | —                     | —                     | —                     | —                     | —                     | —                     | —                     | —                     | —                     | —                     | —                     | —                     | —                     |                                                                                                | The Gift of Game       |
| "Butterfly"                                                                           | 2000 | 1                     | 1                     | 21                    | 4                     | 1                     | 2                     | 1                     | 1                     | 8                     | 2                     | 2                     | 1                     | 3                     | - RIAA: Ouro - ARIA: 2× Platina - BPI: Prata - BVMI: Platina - IFPI AUT: Ouro - IFPI SUI: Ouro | The Gift of Game       |
| "Revolving Door"                                                                      | 2001 | —                     | —                     | —                     | 76                    | 29                    | 19                    | 26                    | —                     | 71                    | —                     | 46                    | 43                    | 23                    |                                                                                                | The Gift of Game       |
| "Drowning"                                                                            | 2002 | —                     | 24                    | 24                    | —                     | 45                    | —                     | 45                    | —                     | —                     | —                     | —                     | —                     | 50                    |                                                                                                | Darkhorse              |
| "Hurt You So Bad"                                                                     | 2003 | —                     | —                     | —                     | —                     | —                     | —                     | —                     | —                     | —                     | —                     | —                     | —                     | —                     |                                                                                                | Darkhorse              |
| "Hurt You So Bad" (Paul Oakenfold Remix)                                              | 2003 | —                     | —                     | —                     | —                     | —                     | —                     | —                     | —                     | —                     | —                     | —                     | —                     | —                     |                                                                                                |                        |
| "Lemonface"                                                                           | 2013 | —                     | —                     | —                     | —                     | —                     | —                     | —                     | —                     | —                     | —                     | —                     | —                     | —                     |                                                                                                | The Brimstone Sluggers |
| "Megatron"                                                                            | 2014 | —                     | —                     | —                     | —                     | —                     | —                     | —                     | —                     | —                     | —                     | —                     | —                     | —                     |                                                                                                | The Brimstone Sluggers |
| "Backpack"                                                                            | 2015 | —                     | —                     | —                     | —                     | —                     | —                     | —                     | —                     | —                     | —                     | —                     | —                     | —                     |                                                                                                | The Brimstone Sluggers |
| "Born To Raise Hell"                                                                  | 2015 | —                     | —                     | —                     | —                     | —                     | —                     | —                     | —                     | —                     | —                     | —                     | —                     | —                     |                                                                                                | The Brimstone Sluggers |
| "Come Inside"                                                                         | 2015 | —                     | —                     | —                     | —                     | —                     | —                     | —                     | —                     | —                     | —                     | —                     | —                     | —                     |                                                                                                | The Brimstone Sluggers |
| "—" denota uma gravação que não entrou em um gráfico ou não foi lançada no território |      |                       |                       |                       |                       |                       |                       |                       |                       |                       |                       |                       |                       |                       |                                                                                                |                        |